# High School Musical 3: Senior Year
High School Musical 3: Senior Year (pt: High School Musical 3: Último Ano; br: High School Musical 3: Ano da Formatura) é o terceiro filme estadunidense da série High School Musical.
High School Musical 3: Senior Year mostra seis amigos: (Zac Efron), Gabriella Montez (Vanessa Hudgens), Sharpay Evans (Ashley Tisdale), Ryan Evans (Lucas Grabeel), Chad Danforth (Corbin Bleu),e Taylor McKessie (Monique Coleman), que estão em seu último ano do ensino médio, e enfrentam a perspectiva assustadora de serem separados enquanto vão para a faculdade. Juntamente com o resto de seus colegas de classe East High Wildcat, eles apresentam seu último musical de primavera, refletindo suas experiências, esperanças e medos sobre o futuro.
High School Musical 3: Senior Year foi desenvolvido imediatamente após o sucesso de sua segunda trilogia. A produção retornou a Utah e recebeu um incentivo de quebra de impostos de US $ 2 milhões para retornar para uma terceira sequência, a maior que o estado já deu a um filme. As filmagens começaram em maio de 2008, e a Walt Disney Pictures desviou um orçamento maior de produção e marketing para acomodar uma versão teatral. Locais de filmagem anteriores East High School e Murray High School também foram devolvidos, enquanto cenas adicionais foram filmadas em Los Angeles.
High School Musical 3: Senior Year estreou em Londres em 17 de outubro de 2008, e foi lançado nos Estados Unidos em 24 de outubro de 2008. Após o lançamento, o filme recebeu um sucesso crítico geral positivo, com os críticos notando uma melhora em relação ao filme. O filme também foi um sucesso comercial, já que arrecadou mais de US $ 90 milhões em todo o mundo nos três primeiros dias de lançamento, estabelecendo um novo recorde para o maior fim de semana de abertura de um filme musical. No geral, o filme arrecadou US$ 252 milhões em todo o mundo, tornando-se o filme de maior bilheteria da franquia. Enquanto isso, a trilha sonora do filme também obteve sucesso, chegando ao segundo lugar nos Estados Unidos.
Seguiu-se o filme spin-off Sharpay's Fabulous Adventure (2011), que foi lançado diretamente para o DVD e na televisão.

## Elenco
- Zac Efron como Troy Bolton
- Vanessa Hudgens como Gabriella Montez
- Ashley Tisdale como Sharpay Evans
- Lucas Grabeel como Ryan Evans
- Corbin Bleu como Chad Danforth
- Monique Coleman como Taylor McKessie
- Olesya Rulin como Kelsi Nielsen
- Kaycee Stroh como Martha Cox
- Chris Warren Jr. como Zeke Baylor
- Ryne Sanborn como Jason Cross
- Alyson Reed como Sr.ª Darbus
- Bart Johnson como John Bolton
- Leslie Wing como Lucille Bolton
- Socorro Herrera como Sr.ª Montez
- Robert Curtis Brown como Sr. Evans
- Jessica Tuck como Sr.ª Evans
- Jemma McKenzie-Brown como Tiara Gold
- Matt Prokop como Jimmie "Foguete" Zara
- Justin Martin como Donnie Fox

## Sinopse
Troy Bolton (Zac Efron) e Gabriella Montez (Vanessa Anne Hudgens) estão no último ano do colegial, diante da possibilidade de se separarem caso escolham faculdades diferentes. Juntamente com os demais Wildcats, eles apresentam um musical de primavera, que reflete suas experiências, sensações e temores em relação ao futuro. Em meio a esses conflitos, ocorre o último jogo dos Wildcats (Now or Never), onde eles acham que vão perder, mas não, ganham o jogo no último instante.
Depois, Troy dá uma festa na casa dele pela vitória dos Wildcats e como estão na casa da árvore, eles aproveitam o clima romântico (Right Here, Right Now). No dia seguinte, Sra. Darbus (Alyson Reed) diz que a faculdade de Julliard de teatro vai dar uma bolsa para 4 alunos que são Ryan (Lucas Grabeel) e Sharpay Evans (Ashley Tisdale), Kelsi Nielsen (Olesya Rulin) e Troy Bolton, e este não faz ideia como foi escolhido. Ainda na escola, Ryan não quer mais saber de fama, diferentemente de Sharpay. Ela o convence a querer tudo de volta (I Want It All); fama, fortuna e mais, nem que isso seja pegar a música a que Kelsi irá fazer para Troy e Gabriella.
Ainda naquele dia, Troy chama Gabriella no lugar onde aquele romance começou: o telhado que também é o jardim da escola. Troy convida Gabriella para ir ao baile com uma indireta e ela aceita ir, mas ele não sabe dançar, e ela o ensina (Can I Have This Dance?). Depois disso, Troy faz Chad (Corbin Bleu) criar coragem para ele chamar Taylor (Monique Coleman) ao baile e torce para que ela aceite, isso tudo na frente de toda East High. Apesar de muito medo, ele consegue e ela aceita (A Night to Remember).
Eles ensaiam todos os dias. Sharpay ainda não aceita ver que Gabriella será a protagonista com Troy e que Kelsi compõe algo para Troy e Gabriella. Sra. Darbus decide colocar Jimmy "Foguete" (Matt Prokop) e Tiara Gold (Jemma McKenzie-Brown), assistente pessoal de Sharpay, como substitutos. nos ensaios. Tiara ouve a conversa de Taylor e Gabriella e junto com Sharpay começam a tramar coisas para Gabriella não participar do musical e Sharpay entrar em seu lugar. Kelsi é chamada por Ryan quando ele resolve ver a música pra roubar, mas se dispersa por a garota que ele gosta ter aceitado. Troy e Gabriella ensaiam para o musical (Just Wanna Be With You) mas Sharpay não aceita e fica em cima de Ryan para saber se ele já pegou a música.
Há um momento que Troy está consertando seu carro no ferro velho e se lembra quando ele e Chad eram jovens e brincavam desde super heróis até samurais (The Boys are Back), então resolvem fazer tudo que nunca mais fizeram ali mesmo. Gabriella então começa a pensar que vai se separar de Troy por causa das faculdades, mas conta com ajuda de Taylor e da mãe pra desabafar. Troy em sua casa também pensa nisso, que é o que o deixa aflito. Sharpay coloca as garras pra fora outra vez e diz pra Troy que Gabriella foi aceita na faculdade de Stanford e escondeu isso dele e que talvez precise deixar tudo pra trás, até se afastar dele. Gabriella então vai embora com a mãe vendendo a casa (Walk Away). Darbus faz o que Sharpay mais queria já que o plano deu certo; ela coloca Sharpay no lugar de Gabriella e no lugar de patricinha, coloca Tiara.
Abalado com isso, Troy não consegue aguentar as coisas que acontecem ultimamente (Scream) e nessa hora que Sra. Darbus revela que foi ela que indicou Troy Bolton como um dos quatro jovens para a faculdade Julliard. Troy desiste de cantar no musical de primavera da escola (High School Spring Musical), pra ir atrás de Gabriella. Sharpay, que não sabe, quando chega na hora, dá de cara com Jimmy "Foguete" no lugar de Troy. Nessa hora, descobre que foi traída por Tiara; Sharpay pensa em voltar a seu papel já que o que era de Gabriella foi um fracasso, mas descobre que pegou seu papel já que ele entrou no lugar de Gabriella. Em cima da hora, Troy chega com Gabriella e salvam o musical. Sharpay não fica por isso mesmo, e invade a parte do show que era de Tiara, chamando a total roubando a cena. Mas Ryan consegue acabar com a confusão tirando as duas de cena como se fosse parte do show.
Chega a hora da formatura, onde diz que faculdade cada um seguiu (We're All In This Together). Kelsi foi pra faculdade de artes assim como Ryan. Chad foi pra faculdade de basquete, Taylor para a faculdade de direito (Yale), Sharpay faculdade de teatro (Albuquerque) e vira ajudante do teatro do East High. Gabriella vai pra faculdade de Direito (Stanford) e Troy pra de basquete (que também tem teatro, na Califórnia), e juram que nunca nada vai os separar, nem uma mera faculdade. Tudo se encerra com a comemoração dos formandos (High School Musical) daquele ano do East High School.

## Produção
De acordo com o Salt Lake City Tribune, "... para ajudar a atrair a produção de volta para onde tudo começou - na East High School de Salt Lake City - o conselho do GOED aprovou um incentivo máximo de US $ 2 milhões para a produção, o maior já dado para atrair um cineasta para Utah".
As gravações começaram em 3 de maio de 2008; os 41 dias programados para filmagem foram um período mais longo do que para os dois primeiros filmes.
Stan Carrizosa, o vencedor do reality show de verão da ABC, High School Musical: Get in the Picture aparece em um vídeo da música "Just Getting Started", que é exibido sobre os créditos finais do lançamento teatral do filme. Os outros 11 finalistas do programa também apareceram no videoclipe.

### Desenvolvimento
Zac Efron foi citado na revista People Magazine dizendo: "Eu posso te dizer que se o roteiro é bom e se todos concordamos em um roteiro final, então não há nada que nos impeça de fazê-lo. Nós nos divertimos fazendo esses filmes e isso é muito raro neste negócio". Boatos persistiram em disputas salariais em andamento entre a Disney e os principais artistas, particularmente Efron. De acordo com Rachel Abramowitz, conforme relatado online pelo Chicago Tribune, "uma seção transversal eclética de pessoas de dentro de Hollywood acha que Efron deveria receber US$ 5 milhões por High School Musical 3, a versão teatral da franquia, que a Disney esperava fazer antes da Greve do sindicato de escritores e atores que fechou Hollywood por vários meses. Efron se recusou a comentar o artigo, e apesar das negociações contratuais ainda estarem em andamento, fontes dizem que a Efron está recebendo um salário mais próximo de US $ 3 milhões, não US $ 5 milhões, pela produção, que se concentra no último ano da East High. Seja qual for o preço, ele ainda é percebido como um roubo". O filme foi originalmente intitulado Haunted High School Musical com planos de um tema de Halloween, mas mais tarde foi descartado.
Ortega afirmou que a pré-produção provavelmente começaria em janeiro de 2008. As filmagens começaram em 3 de maio de 2008, na East High School, em Salt Lake City, Utah. Ele afirmou que o roteiro havia sido submetido antes da greve dos roteiristas e que eles estavam desenvolvendo música. Ele acrescentou que as filmagens acontecerão em Salt Lake City, Utah (como os dois primeiros filmes), sugeriu que o enredo será algo da natureza do último ano do Wildcat no ensino médio e afirmou: "parece que nós arredondamos o elenco".
Antes do início das filmagens, a diretoria e o elenco do HSM3 realizaram uma coletiva de imprensa na East High School anunciando o início das filmagens. O filme seria lançado nos cinemas (nos Estados Unidos) em 24 de outubro de 2008, embora o filme fosse lançado em vários países, incluindo o Reino Unido, pelo menos uma semana antes. O filme teve um orçamento de US $ 11 milhões e um período de filmagens de 40 dias. O filme foi dito na época para ser a última parcela do elenco atual. A estreia em Londres foi a maior estreia de todos os tempos na cidade.

### Controvérsia da foto de Vanessa Hudgens
Apesar das primeiras especulações de que Vanessa Hudgens seria excluída do filme devido a seu escândalo de fotos nuas, a The Walt Disney Company negou os boatos, dizendo: "Vanessa se desculpou pelo que obviamente foi um lapso de julgamento. Esperamos que tenha aprendido uma lição valiosa".

## Lançamento
Uma edição Karaoke foi lançada em alguns cinemas em 7 de novembro de 2008, duas semanas após seu lançamento inicial.

### Bilheteria
O High School Musical 3: Senior Year estreou com US $ 17 milhões na sexta-feira, marcando o maior dia de abertura de um filme musical de todos os tempos, até que o recorde foi superado em 2012 por Os Miseráveis (US $ 18,1 milhões). Ele estreou em primeiro lugar (batendo Saw V) com um fim de semana de abertura de $ 42.030.184 nos Estados Unidos e quebrando o recorde, anteriormente realizado pela Enchanted, para a maior estreia de um filme musical. Este recorde seria mais tarde quebrado pelo Pitch Perfect 2 em 2015 ($ 69,2 milhões). O filme também estreou em primeiro lugar no exterior, com uma abertura internacional de US $ 42.622.505. O filme finalmente arrecadou US $ 90.559.416 na América do Norte e US $ 162.349.761 em outros territórios, levando a um total mundial de US $ 252.909.177, acima das expectativas da Disney.

### Recepção crítica
High School Musical 3: Senior Year recebeu em sua maioria críticas positivas dos críticos. Em Rotten Tomatoes, o filme tem uma classificação de 65%, baseado em 121 comentários, com uma classificação média de 6.1 / 10. O consenso crítico do site diz: "Não vai ganhar muitos convertidos, mas High School Musical 3 é brilhante, enérgico e bem trabalhado". O site também deu um Tomate de Ouro de melhor filme musical de 2008. Metacritic, que atribui uma pontuação média ponderada, o filme tem uma pontuação de 57 em 100, com base em 26 críticos, "críticas mistas ou médias".
O Telegraph elogiou as mudanças trazidas pelo orçamento mais alto de um lançamento teatral: "High School Musical 3 usa seu orçamento maior para injetar cor, escala e profundidade visual. O jogo de basquete de abertura é vertiginoso enquanto a câmera desce alto e largo antes um ponto de vitória faz a multidão entrar em erupção".
Stephen Farber, da Reuters UK, diz que o filme "vai agradar a base de fãs, mas não vai ganhar novos", já que a história "nunca chega a acontecer" e que "a imagem se torna tediosa", enquanto Alonso Duralde, da MSNBC. descreve-o como "um monstro rankenstein costurado de um entretenimento, apresentando os principais componentes que já foram exibidos nas duas primeiras vezes".
Peter Johnson de The Guardian descreve o filme como tão brando que "faz o gosto de celofane como frango jalfrezi", e diz que "a pura sibilante-limpeza de tudo o que é assustador, e quando os personagens são chamados a dança, o fazem com eficiência robótica, e cantar nesse alto vibrato descafeinado, como os castrati de Hollywood do século XXI".
A Entertainment Weekly, por outro lado, foi muito positiva em relação ao filme, elogiando a energia das estrelas: "a beleza do desempenho de Efron é que ele é um vibrante atleta que salta e clowns com o vigor de galã da jovem Erika Casanova, mas ele é também dolorosamente sincero. Seu alerta rápido faz dele o mais empático dos ídolos adolescentes, ele é como um David Cassidy que sabe como agir, e que pode desmaiar sem ficar muito úmido sobre isso. Além de Efron, a estrela de destaque é Ashley Tisdale, cujo Sharpay torna o narcisismo um prazer bizarro e deslumbrante".
O MovieGuide também revisou favoravelmente o filme, recomendando-o fortemente para a família como "divertido, limpo e cheio de energia" e descrevendo-o como "fino no enredo" e ainda assim "um fenômeno".
O crítico de cinema da BBC, Mark Kermode, adorou o filme e disse que estava em seus 5 melhores filmes do ano, e nomeou Tisdale como a "Melhor Atriz Coadjuvante" de 2008.
O Fort Worth Star-Telegram afirmou que a última parte foi "à prova de críticas" e "tudo o que os fãs poderiam esperar e muito mais". Eles dizem que "as crianças finalmente parecem verdadeiros intérpretes, e não os principais do Disney Channel, que tentam desesperadamente permanecer relevantes, e merecem as lucrativas carreiras que estão à frente" e deram ao filme uma classificação de quatro de cinco estrelas. Hudgens foi reconhecida como Atriz de Filme Favorita no Kids' Choice Awards da Nickelodeon, Efron foi eleita Melhor Performance Masculina no MTV Movie Awards 2009 e Melhor Ator: Música/Dança no Teen Choice Awards de 2009 e Tisdale foi eleita Mulher de Desempenho Inovador no MTV Movie Awards de 2009 e Melhor Atriz Coadjuvante no Kermode Awards de 2009 no Reino Unido.

## Mídia doméstica
O High School Musical 3: Senior Year foi lançado na Região 1 em DVD e Blu-ray em 17 de fevereiro de 2009 no DVD da Região 2 em 16 de fevereiro de 2009 e no DVD da Região 3 em 24 de fevereiro de 2009. O DVD foi lançado em edições de um e dois discos.
Na Região 2, o DVD de edição de único disco apresentava a maioria dos bônus de edição de dois discos, como bloopers, cenas deletadas, versão estendida do filme, sing-along e despedidas do elenco. Na Região 3, apenas o DVD de edição de único disco foi lançado com todos os recursos bônus de dois discos, bem como a edição estendida do filme. Nas Filipinas, foi lançado em 25 de fevereiro de 2009. O DVD da Região 4 foi lançado em 8 de abril de 2009. A partir de 1º de novembro de 2009, o DVD vendeu mais de 23 milhões de cópias e gerou mais de US $ 200 milhões em receita de vendas.

## Transmissão
O filme estreou no Disney Channel antes da estreia da série de Good Luck Charlie. A estreia no Disney Channel americano trouxe 4 milhões de espectadores.

### Lançamento internacional
O filme estreou no Disney Channel India em 18 de outubro de 2009 e em 5 de dezembro de 2009 no Disney Channel Asia. Em 4 de dezembro de 2009, por apenas uma noite, estreou no Disney Cinemagic, e estreou no Disney Channel no Reino Unido e Irlanda em janeiro / fevereiro de 2010. Ele estreou em 12 de dezembro de 2009 no Disney Channel New Zealand/Australia. E 16 de março de 2011 na América Latina. Ele estreou na França em 31 de outubro de 2011 na M6.

## Trilha Sonora
O CD foi lançado no dia 21 de outubro e vendeu mais de 160 mil cópias no Brasil sendo Disco 2xPlatina e vendeu mais de 9 502 000 cópias mundialmente e o número não para de crescer.
| #  | Título                                             | Performance                                               | Lançamento             |
| -- | -------------------------------------------------- | --------------------------------------------------------- | ---------------------- |
| 1  | "Now or Never"                                     | Elenco do Filme, Zac Efron & Vanessa Hudgens.             | 11 de julho de 2008    |
| 2  | "Right Here, Right Now"                            | Zac Efron & Vanessa Hudgens.                              | 10 de outubro de 2008  |
| 3  | "I Want It All"                                    | Ashley Tisdale & Lucas Grabeel.                           | 15 de agosto de 2008   |
| 4  | "Can I Have This Dance"                            | Zac Efron & Vanessa Hudgens.                              | 15 de setembro de 2008 |
| 5  | "A Night To Remember"                              | Elenco do filme.                                          | 26 de setembro de 2008 |
| 6  | "Just Wanna Be with You"                           | Lucas Grabeel, Olesya Rulin, Zac Efron & Vanessa Hudgens. | 18 de outubro de 2008  |
| 7  | "The Boys Are Back"                                | Zac Efron & Corbin Bleu.                                  | 18 de outubro de 2008  |
| 8  | "Walk Away"                                        | Vanessa Hudgens.                                          | 18 de outubro de 2008  |
| 9  | "Scream"                                           | Zac Efron.                                                | 18 de outubro de 2008  |
| 10 | "Senior Year Spring Musical Medley"                | Elenco do filme.                                          | 18 de outubro de 2008  |
| 11 | "We're All in This Together (Versão de Graduação)" | Elenco do filme.                                          | 18 de outubro de 2008  |
| 12 | "High School Musical"                              | Elenco do filme.                                          | 18 de outubro de 2008  |
| 13 | "Just Getting Started"                             | Stan Carrizosa.                                           | 18 de outubro de 2008  |

## Sequência
Em 2 de março de 2016, 10 anos após o primeiro filme High School Musical, a Disney anunciou que haveria um quarto filme do High School Musical. Mas foi mudado para High School Musical: The Musical: The Series, uma série de televisão web mockumentary americano desenvolvido para a Disney + por Tim Federle, baseado na série de filmes com o mesmo nome criado por Peter Barsocchini. Seu lançamento foi em 15 de novembro de 2019.

## A Fabulosa Aventura de Sharpay
Em 31 de março de 2010, foi anunciado que Ashley Tisdale voltaria a interpretar a icônica Sharpay Evans em A Fabulosa Aventura de Sharpay. O filme conta as aventuras de Sharpay em Nova York para seguir seu sonho de se tornar uma estrela da Broadway. As filmagens começaram em junho de 2010, em Toronto, Canadá. O filme estreou dia  19 de abril de 2011, no Disney Channel.